# 分體本質論
分體本質論（Mereological essentialism）是有關整體與其部件之間的關係，以及有關它們續存條件的哲學理論。分體本質論主張物體本質上有它們的部件，這蘊含如果一物體失去或得到一個部件，該物體將終止存在—也就是說，該物體再也不是原先的物體，而是新的、不同的一個物體。在不同的情況下，分體本質輪可以是帶來益處，也可以是帶來壞處。

## 定義
上述分體本質論的說法需要一些闡述：
第一，什麼類型的物體：抽象物體或具體物體？分體本質論多常用來當作關於具體物質物體的理論，但是也可能被應用於一個集合或命題。如果分體本質論是正確的，那麼一個命題（或思想）本質上有它自己的部件；也就是說，一個命題本質上有它自己。
第二，在具體物質物體的場合，分體本質論依據物體通過時間而續存的不同想法，而在不同的意義下為真。物體通過時間而續存在兩種理論下有不同意義，這兩種理論分別是持續論以及接續論。在持續論中，物體是藉由每個瞬間作為整體呈現存在而續存，因此，在接續論意義下的分體本質論中，物體本質上有它們的空間部件。在接續論中，物體在時間和空間中皆被分離，也就是說，一個物體不只在空間中有它們的空間部件，在時間中也有它們的時間部件，因此，在接續論意義下的分體本質論中，物體本質上除了有它們的空間部件外，也有它們的時間部件。
最後，一個物體本質上有某樣東西到底意味著什麼？回答這個問題的通常方式是藉由指出必然性和可能世界。一個物體本質上有它的部件，這意味著該物體必然有它的部件或者該物體在每個有該物體存在的可能世界有它的部件。

## 競爭理論
分體本質論在關於物質組成的討論中作為一個立場而被辯護。例如，一個雕像和做成該雕像的黏土塊之間的關係到底是什麼？有各種不同的回答。以暗合論來說，依據該觀點，同時有兩個物體位於同一位置，黏土塊應該與雕像區分，因為它們有不同的續存條件。黏土塊失去一小部分的黏土後將不再續存，然而雕像卻會續存，反之，雕像再被壓扁成球以後將不再續存，但是黏土卻會續存。

## 辯護者
下述哲學家認為分體本質論為真：
二十世紀前，有亞伯拉德以及萊布尼茲。
在二十世紀，有喬治·愛德華·摩爾、罗德里克·奇泽姆以及 James Van Cleve。其中最後兩個哲學家將物體考慮為持續論的。
在二十世紀末到二十世紀初，Michael Jubien以及 Mark Heller則是在接續論下為分體本質論辯護。

## 支持的論證
有幾個關於分體本質論的論證。有些較形式而有些則將分體本質論當作哲學謎題或悖論的解答。

### 替代方案論證
如果反對分體本質論將會是什麼樣？物體失去任何部件將會續存，姑且稱其為分體非本質論。分體非本質論意味著一個桌子替換或失去他的任何部件將會續存。藉由不斷替換我們可能替換桌子的部件最終得到一個看起來像椅子的桌子。這是堆垛悖論的一個版本。由於很難在不斷替換部件的過程中找到物體不再續存的中間界線，因此最好的方式是支持分體本質論。

### 「狄恩和席恩」論證
想像一個叫做狄恩的人。他有一個固有部件，他的腳。並想像狄恩失去了他的腳後的剩餘部件，叫作席恩。似乎當狄恩存在，席恩作為狄恩的固有部件—名義上是狄恩腳的補充，存在。狄恩扣掉他的腳。狄恩還續存嗎？如果狄恩續存，那麼狄恩和席恩是同一的且席恩是狄恩的固有部件。然而這不可能的。
解決這個謎題的一個方法是否定狄恩有任何的固有部件。辯護這個觀點是否定任意未分離部件原則。這意味著當一個杯子在你面前，不表示同時有一個左半部的部件、右半部的部件、杯炳的部件或者儲存咖啡的部件（如果杯子的洞也是杯子的部件的話）。

### 世界的組成只有材質
有些哲學家否定個別物體的存在。世界並不包含我們能夠運用邏輯量化的單獨、個別的物體。反之世界僅包含材質或者物質群。物質群以不同的量出現。例如，我們有一公克的黃金。材質和物體在語法上有差別。我們不能說，一個黃金(a gold)，而必須說一塊黃金(a lump of gold)。我們量化的方法在大部分時候只是將心靈中的事物性投射到世界上。如果世界只是由材質組成，那麼分體本質論一定為真。
世界只由材質組成的論證首先由 van Cleve注意到。材質本體論的辯護者有Michael Jubien (1993 )以及Mark Heller (1990)。

## 反對的論證
因為分體論是形式系統的新分支，反對分體本質論的清晰論證目前尚未被提出。最常見的反駁論證是說分體本質論蘊含物體只要歷經細微改變就不再是相同的物體。這看起來直接與常識相悖。例如，假如我的車輪胎扁了，然後我換了輪胎，分體本質論蘊含這將不是相同的車。這與我們常識的預想違背。

### 典型例子
最常反駁分體本質論的觀點是說這不可能普遍為真。拿我們自己而言。我們人類，身為活的有機體，能夠透過替換我們的部件而續存，例如，新陳代謝或器官移植。或者我們，身為人類，一定會剪我們的頭髮或指甲。所有這些過程看起來不會導致一個人不再存在或者導致一個活的有機體不再存在。因此，分體本質論不可能普遍為真。
另外，如果分體本質論者相信現在論，那麼可能失去說服力。一個人相信在現在論是相信現在是唯一的實在。這個觀點是對於性質改變問題的回應。